# Armadillo troglophilus
Armadillo troglophilus là một loài chân đều trong họ Armadillidae. Loài này được Vandel miêu tả khoa học năm 1955.